# 宁波市民卡
宁波市民卡是中国浙江省宁波市境内发行的一种带有金融功能的智能卡，由宁波市政府主导，宁波各商业银行发行。宁波市民卡是中国大陆最先加入金融功能的市民卡，采用RSA加密，具有公共交通、消费、缴纳水电费、车辆加油、校园卡、缴纳交通罚款等功能，并计划推广到政府服务领域。截至2011年10月，发行量超过100万张。

## 分类
宁波市民卡分为A卡、B卡和C卡三类。其中，A卡被设计为包含政府服务功能和金融支付功能，但由于人力资源和社会保障部发布的社保卡多项功能与之重合而并未推出。B卡包含金融支付功能，其中一部分卡具有银行借记、贷记功能，允许小额透支。C卡则为原甬城通卡，可在公共交通使用。此外，一部分联名的市民卡可具备校园卡、工会服务卡等额外功能。

## 应用领域
宁波市民卡可在宁波市区公交车、地铁、出租车、公共自行车使用。公交车享受6折优惠及1小时换乘优惠。搭乘宁波轨道交通可享受9.5折优惠。在部分路段也可以刷咪表停车。同时，宁波市民卡可在余姚、慈溪的公交车上使用。